# Dernière Volonté (album)
Albums de Madilu System
La Bonne Humeur
(2007)
Dernière Volonté est le dernier album du musicien congolais Madilu System sorti en 2008.

## Liste des titres
| No  | Titre                | Durée |
| --- | -------------------- | ----- |
| 1.  | Ingratitude          | 06:00 |
| 2.  | Mon Cas              | 06:46 |
| 3.  | Mes Nes              | 06:22 |
| 4.  | Mère Eve             | 07:36 |
| 5.  | Franco de Mi Amor    | 15:07 |
| 6.  | Distortion           | 06:58 |
| 7.  | Juste un peu d'amour | 06:57 |
| 8.  | Colonisation         | 08:27 |
| 9.  | Si je savais ça      | 06:59 |
| 10. | Voisin               | 08:17 |